# Steatopigija
Steatopigija (Grčka: στεατοπυγία), od (grč. stear = mast, pyge = stražnjica/ je pojava namjernog akumuliranja visokog stupnja masnoće u mišićima stražnjice i bokova, koja se provodi kod kojsanskih plemena Južne Afrike (Bušmani i Hotentoti), te još neka plemena, kao Önge na Malom Andamanu. Masne naslage nisu ograničene samo na regiju glutealnih mišića, već se protežu do vanjske i prednje strane bedara, tvoreći tako debeo sloj koji se ponekad proteže i do koljena.
Kod Bušmana izaziva se namjerno prehranom mladih djevojaka namirnicama koje su bogate mašću i ugljikohidratima, a obred se provodi u posebnim, za tu svrhu izgrađenim i izoliranim kolibama.
Steatopigija je u pravilu najvažniji izraz ljepote i kod Kojsanki se javlja zajedno s hotentotskom pregačom (Elongated labia ili Sinus pudoris), kojoj je ujedno i svrha sprečavanje gubitka vlažnosti[nedostaje izvor] u suhim područjima Kalaharija.

## Galerija
- Hotentotska pregača